# چشمه آب معدنی قرمرض
چشمهٔ آب معدنی قرمرض در ۱۲ کیلومتری شهر نکا در روستای کوچک قرمرض واقع در بخش هزارجریب شهرستان نکا قرار دارد. گفته شده که آب این چشمه شفابخش بسیاری از بیماری‌ها ازجمله سنگ کلیه است.